# Kuifje en het Haaienmeer
Kuifje en het Haaienmeer (Frans: Tintin et le lac aux requins) is een Belgische animatiefilm uit 1972, gebaseerd op De avonturen van Kuifje. De film is een coproductie van de Belgische animatiestudio Belvision en het Franse Dargaud. Het is niet gebaseerd op een bestaand Kuifje-album. Het scenario werd geschreven door Greg. Bob De Moor was grafisch adviseur.

## Verhaal
Kuifje, Bobbie en Haddock vliegen naar Syldavië. Professor Zonnebloem heeft aan het Flechizaff-meer een huisje waar hij werkt aan een uitvinding. De piloot van het vliegtuig waar Kuifje en Haddock mee vliegen, springt onderweg uit het vliegtuig en laat het neerstorten. Gelukkig worden ze gered door Niko en Noeshka, twee Syldavische kinderen. Aangekomen in Syldavië komen Kuifje en Haddock, Jansen en Janssen tegen. Zij zijn hier voor een onderzoek over de steeds meer toenemende kunstdiefstallen. Na een tijdje blijkt dat mevrouw Vlek, de huishoudster, een spionne is. Kuifje ontdekt dan ook voor wie: voor Rastapopoulos, Kuifjes grootste vijand, die het brein achter al de kunstdiefstallen blijkt te zijn. Rastapopoulos wordt uiteindelijk gevangengenomen en het verhaal eindigt met een feest waar, tot Haddocks grote ergernis, Bianca Castafiore ook aanwezig is.

## Albums
In 1972 werd een stripalbum uitgebracht dat gebaseerd is op de tekenfilm. Het album is niet gemaakt door Hergé persoonlijk, maar door Studio Hergé. Het scenario is geschreven door Greg (Michel Regnier), een collega en vriend van Hergé bij het weekblad Kuifje. Het album bestaat uit stilstaande beelden van de film die gebruikt worden als illustraties. De teksten staan in dit album onder de beelden.
In 1973 verscheen de versie van het album met de tekst in de vorm van een tekstballon. Deze versie werd gepubliceerd in het weekblad Kuifje en wordt nu net als de reguliere reeks uitgegeven door Casterman.
Er bestaat echter nog een derde versie, die volledig is hertekend als "echte" strip door Bob de Moor, Hergés eerste assistent. Deze versie verscheen in verschillende Franse en Belgische bladen zoals de Le Soir in zwart-wit tussen december 1972 en januari 1973. In Nederland verscheen deze versie in kleur in de Pep (jaargang 1973 nummer 22 t/m 42) en de Avrobode in 1974. Deze versie is in tegenstelling tot de andere versies vrij zeldzaam aangezien deze niet als officieel album is verschenen.

## Uitgave
De film verscheen in 1986 en 1998 op VHS, in de jaren 90 op laserdisk, en in 2001 op dvd. De film werd tussen 2010 en 2012 meerdere malen uitgezonden door Ketnet met een hogere beeld- en geluidskwaliteit dan de dvd-uitvoering en is te downloaden via iTunes. Veronica zond de film in 1987 uit, opgesplitst in vijf delen.

## Nederlandse stemmen
| Acteur               | Personage            |
| -------------------- | -------------------- |
| Martin Brozius       | Kuifje               |
| Coen Flink           | Kapitein Haddock     |
| Luc Lutz             | Jansen               |
| Arnold Gelderman     | Jansens              |
| Dick Scheffer        | Professor Zonnebloem |
| Corry van der Linden | Bianca Castafiore    |
| Trudy Libosan        | Niko                 |
| Ida Bons             | Noeshka              |
| Bert Dijkstra        | Rastapopoulos        |
| Theo Koomen          | Voetbalcommentator   |
| Trudy Libosan        | Stewardess           |